# The Roads We Choose - A Retrospective
The Roads We Choose - A Retrospective é uma compilação promocional lançada por Chris Cornell. Abrange toda sua carreira, mostrando canções de Temple of the Dog, Soundgarden e Audioslave, assim como material de sua carreira solo. "The Roads We Choose" foi um título provisório para a canção do Audioslave, "Out of Exile".

## Faixas
1. No Such Thing
  - Originalmente de Carry On.
2. Black Hole Sun
  - Originalmente de Superunknown.
3. Hunger Strike
  - Originalmente de Temple of the Dog.
4. Outshined
  - Originalmente de Badmotorfinger.
5. The Day I Tried to Live
  - Originalmente de Superunknown.
6. Fell on Black Days
  - Originalmente de Superunknown.
7. Spoonman
  - Originalmente de Superunknown.
8. Blow Up the Outside World
  - Originalmente de Down on the Upside.
9. Be Yourself
  - Originalmente de Out Of Exile.
10. Original Fire (acoustic)
  - Originalmente de Chris Cornell: Unplugged in Sweden.
11. Show Me How to Live
  - Originalmente de Audioslave.
12. Can't Change Me
  - Originalmente de Euphoria Morning.
13. Say Hello 2 Heaven
  - Originalmente de Temple of the Dog.
14. Like a Stone (acoustic)
  - Originalmente de Chris Cornell: Unplugged in Sweden.
15. Black Hole Sun (acoustic)
  - Originalmente de Chris Cornell: Unplugged in Sweden.
16. You Know My Name
  - Originalmente de Carry On.
17. Arms Around Your Love
  - Originalmente de Carry On.